# Медицинский мониторинг
Мониторинг (отслеживание, англ. monitoring) — постоянное наблюдение за тем или иным процессом, чтобы оценить его соответствие определённому результату.
Интеллектуальные биосенсоры могут обнаруживать токсичные материалы, такие как ртуть и свинец, и выдавать предупреждения

#### Виды медицинского мониторинга
Классификация мониторинга в медицине достаточно условная, однако позволяет систематизировать информацию. Можно выделить диагностический мониторинг и мониторинг процесса терапии.

#### Диагностический мониторинг
Выполняется с целью выявить отклонения в работе органа/системы органов путем регистрации данных в течение определённого периода времени. Примеры: холтеровское мониторирование (суточное мониторирование ЭКГ), суточное мониторирование артериального давления.
Подтипы диагностического мониторинга
- Непрерывный аппаратный мониторинг показателей жизненно важных функций в автоматическом режиме: частоты пульса, дыхания, температуры тела, ЭКГ.

Применяется во время хирургических вмешательств, в палате интенсивной терапии и т. д. Основная цель — своевременное выявление отклонений и скорейшее их устранение. В зависимости от состояния пациента и целей мониторинга также могут применяться пульсоксиметрия (неинвазивный метод, позволяющий определить степень насыщения крови кислородом), мониторинг оксигенации головного мозга (оценка метаболизма и оксигенации головного мозга при внутричерепных кровоизлияниях у пациентов в критическом состоянии), спирометрия (метод оценки функции внешнего дыхания), анализ газов крови (СО2, О2, N2O и др.), насыщения гемоглобина кислородом, инвазивное определение АД, оценка степени глубины анестезии и т. д.
- Периодический диагностический мониторинг (в том числе самостоятельный мониторинг, когда пациент сам выполняет измерение артериального давления, температуры тела, содержание глюкозы в крови и т. д через определённые промежутки времени).
- Телемониторинг — использование специализированных мониторных систем, ориентированных на определённые заболевания, с передачей данных о состоянии пациента в лечебно-профилактические учреждения и лечащему врачу с помощью различных каналов связи — как правило, через интернет.

Применяется с целью долечивания (установленные показатели измеряются ежедневно с целью стабилизации состояния здоровья), реабилитации (поддержание здоровья после лечения в домашних условиях) и при хронических заболеваниях (самоконтроль течения болезни; при выявлении отклонений запрашивается консультация с врачом).
Наиболее часто проводится удаленный мониторинг хронических заболеваний, требующих постоянного наблюдения, в том числе органов дыхания (бронхиальная астма) и сердечно-сосудистой системы (артериальная гипертензия, ИБС). Также осуществляется контроль массы тела и метаболизма (сахарный диабет). На основании регистрируемых данных определяются различные показатели жизнедеятельности, которые позволяют наблюдать за состоянием пациентов и принимать решения по тактике/коррекции лечения. Применение мобильных технологий значительно повышает качество медпомощи, снижает смертность и число госпитализаций за счет контроля параметров заболевания не в установленные сроки, а в соответствии с непосредственными нуждами каждого пациента.
Дистанционные системы могут функционировать в режиме реального времени (on-line) и в отложенном режиме (off-line). мониторинг в режиме online предусматривает крепление датчиков к телу или одежде, установку в смартфонах, специальных браслетах и других аксессуарах (например, кардиопояс с биодатчиками для регистрации ЭКГ, артериального давления и других показателей) с постоянной или периодической отправкой данных в медицинский центр. Иногда имеется возможность определить координаты человека с помощью GPRS или ГЛОНАСС при наличии угрозы жизни.
К мониторингу в отложенном (offline) режиме относится проведение исследований с помощью мобильных аппаратно-программных комплексов, а также самомониторинг. При этом результаты сохраняются программой прибора (или самим пациентом), после чего отправляются врачу для оценки.

#### Мониторинг процесса терапии
Анализ эффективности лечения основывается на периодическом повторении определённых обследований, результаты которых позволяют оценить состояние пациента и при необходимости откорректировать схему терапии. В лечебно-профилактических учреждениях с этой целью используют показатели лабораторных (анализы крови, мочи и т. п.) и аппаратных (УЗИ, ЭКГ и др.) исследований. При проведении поддерживающей терапии для оценки её эффективности также могут применяться анализ вариабельности сердечного ритма, фотоплетизмография, электросоматография, биоимпедансометрия и другие аппаратные исследования.
Системы медицинского мониторинга
Аппараты, используемые для мониторинг в медицине, классифицируют по цели и способу проведения мониторинга.
1. Прикроватные мониторы состояния пациента. Это медицинские устройства, которые состоят из блока с экраном и измерительных блоков. Подразделяются на моноблочные (все технологии в одном корпусе) и модульные (отдельные измерительные блоки по мере необходимости подключаются к блоку с экраном). Преимущественно используются в операционных залах, отделениях интенсивной терапии. Предназначены для мониторинга (в режиме реального времени) жизненно важных функций и других показателей состояния «лежачих» пациентов.
2. Приборы для мониторинга плода и матери. Фетальные мониторы (ФМ) или кардиотокографы предназначены для диагностики состояния плода во время беременности (антенатально) и в родах (интранатально). Выделяют одноплодные ФМ, предназначенные для мониторинг одного плода, и двуплодные, с помощью которых можно одновременно оценивать состояние двойни. Эти мониторы отображают активность матки, регистрируют движения, ЧСС и сердечный ритм плода, ЭКГ плода и матери, выполняют анализ кардиотокограммы.
3. Системы телемониторинга в режиме online. Такие системы могут охватывать различные отделения одного лечебного учреждения, или по всему миру. Сервис Home Monitoring (англ. «домашний мониторинг») был создан для пациентов с устройствами для электротерапии сердца — электрокардиостимуляторами (ЭКС) и имплантированными кардиовертерами-дефибрилляторами (ИКД). Наружный прибор пациента (Cardiomessenger) получает регулярные (через определённые промежутки времени) и триггерные (при регистрации нарушений, таких как аритмия) сообщения, которые посредством мобильной связи передаются в сервисный центр и становятся доступны лечащему врачу.
4. Системы телемониторинга в режиме offline. Как для диагностического мониторинга, так и для оценки эффективности терапии применяются монофункциональные аппараты (выполнение только одного обследования) и аппаратно-программные комплексы (проведение несколько обследований). Подключаемые к компьютеру диагностические комплексы позволяют передавать полученные данные с помощью телекоммуникационных технологий. К монофункциональным приборам относятся устройства для холтеровского мониторирования, суточные мониторы артериального давления, приборы для непрерывного мониторинга уровня глюкозы. Для мониторинга эффективности терапии используются различные диагностические приборы, выполняющие одно или несколько обследований.